# Parco regionale dell'Alto Appennino Reggiano
Il parco regionale dell'Alto Appennino Reggiano, noto in passato anche come parco del Gigante, era un'area naturale protetta dell'Emilia-Romagna istituita nel 1988.
Occupava una superficie di 456 ha nella provincia di Reggio Emilia. È stato soppresso nel 2005 con la legge regionale n. 6/2005, art. 70: oggi fa parte del parco nazionale dell'Appennino Tosco-Emiliano.